# Norges Døveforbund
Norges Døveforbund (NDF) är en intresseorganisation som arbetar för att nå full jämställdhet och inkludering av döva och hörselskadade i Norge. NDF är även en språkpolitisk organisation som arbetar för att stärka norskt teckenspråks status på alla områden i samhället. 
Organisationen grundades 18 maj 1918, i Trondheim offentlige skole för døve. Vid grundandet fick den namnet Norske Døves Landsforbund. 1977 ändrades namnet till Norges Døveforbund. NDF har 2276 medlemmar (per 31/12-2019), ett fylkeslag och 18 lokalföreningar. För perioden 2019-22 är Niels Kristensen vald till förbundsordf. 

## Medlem hos
- WFD - World Federation of the Deaf
- EUD - European Union of the Deaf
- DNR - Dövas nordiska råd